# Kêb
Kêb (khm. កែប) – miasto w Kambodży; stanowi miasto wydzielone; według danych szacunkowych na rok 2009 liczy 12 682 mieszkańców.

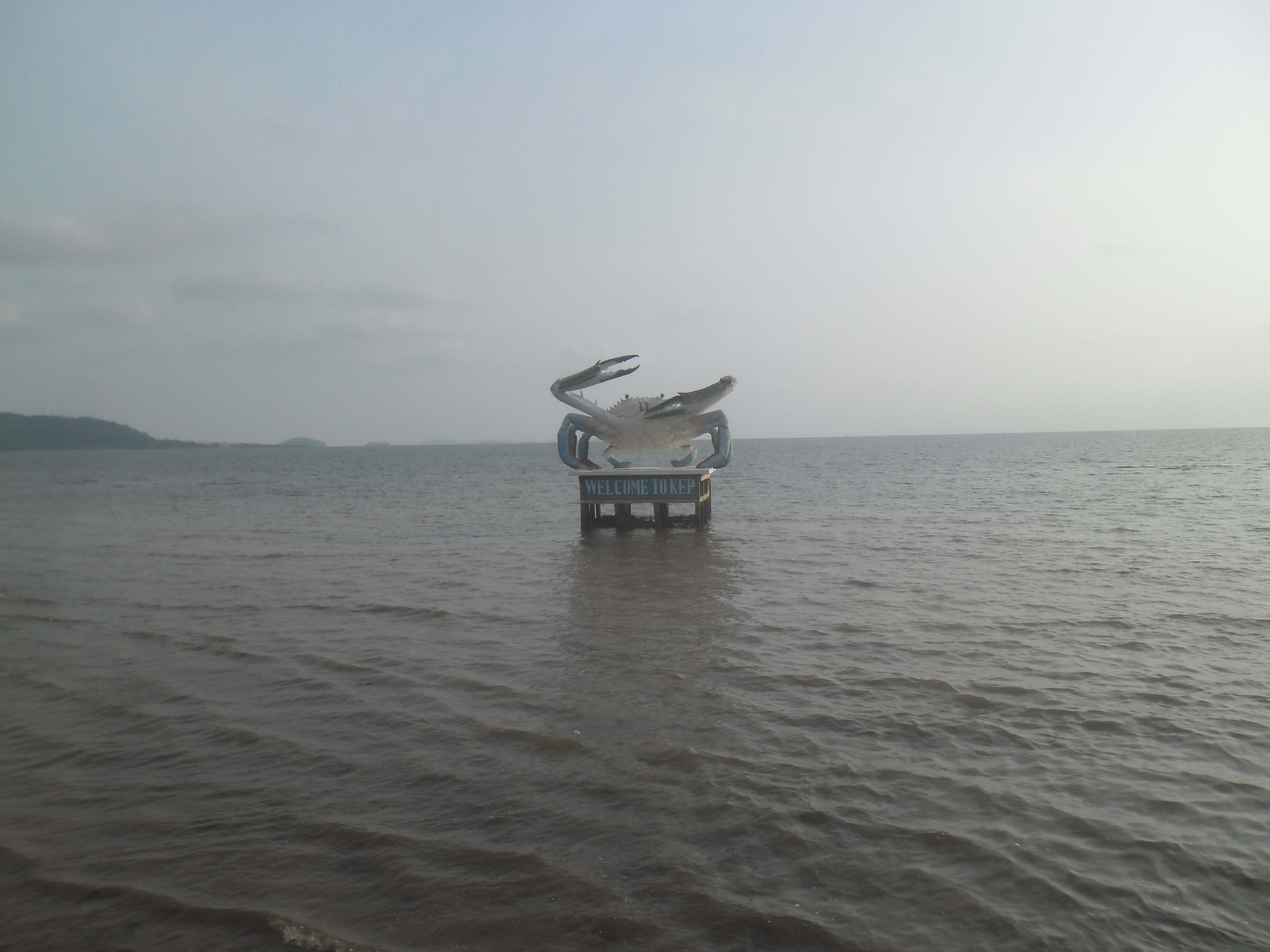
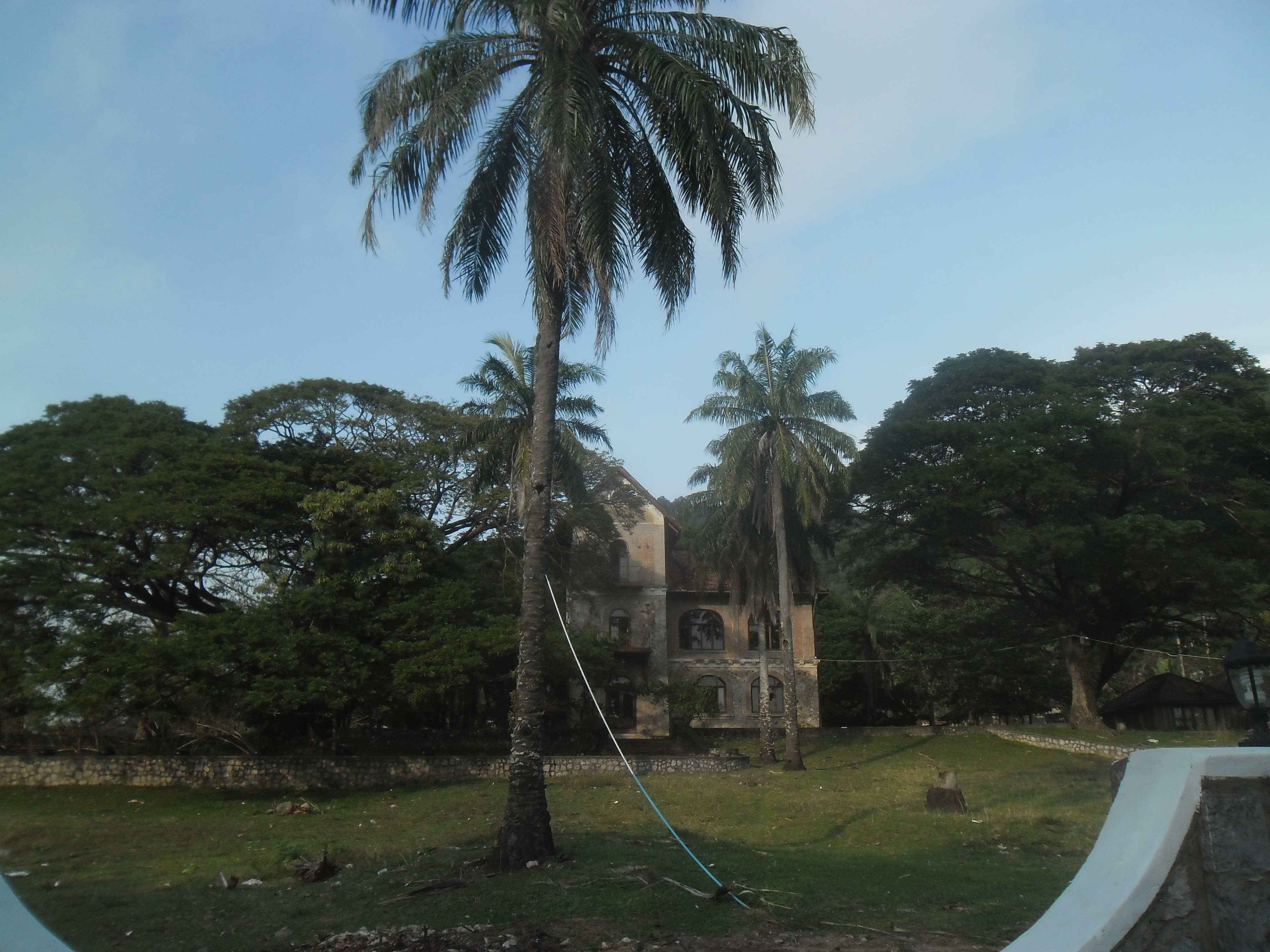
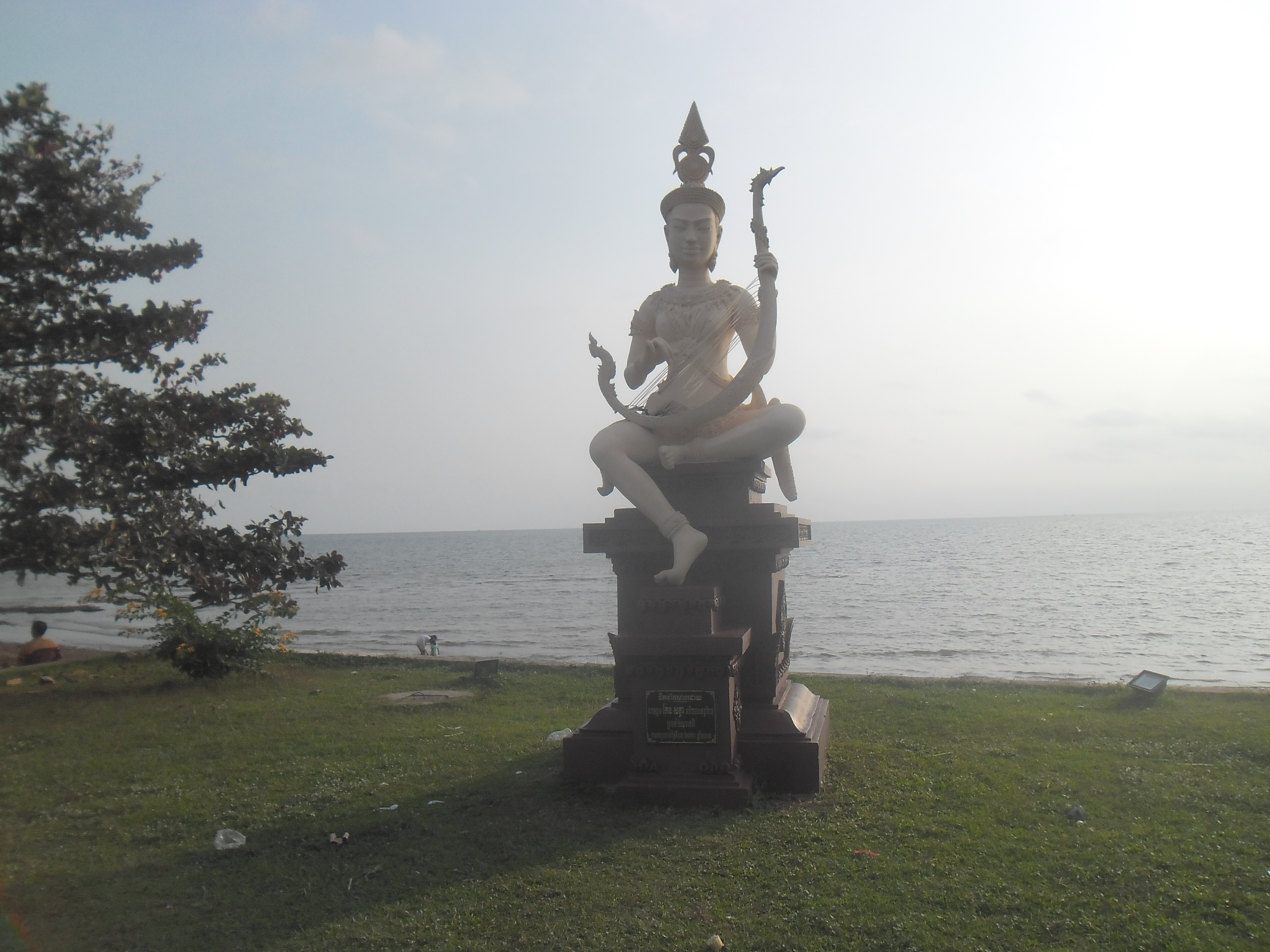
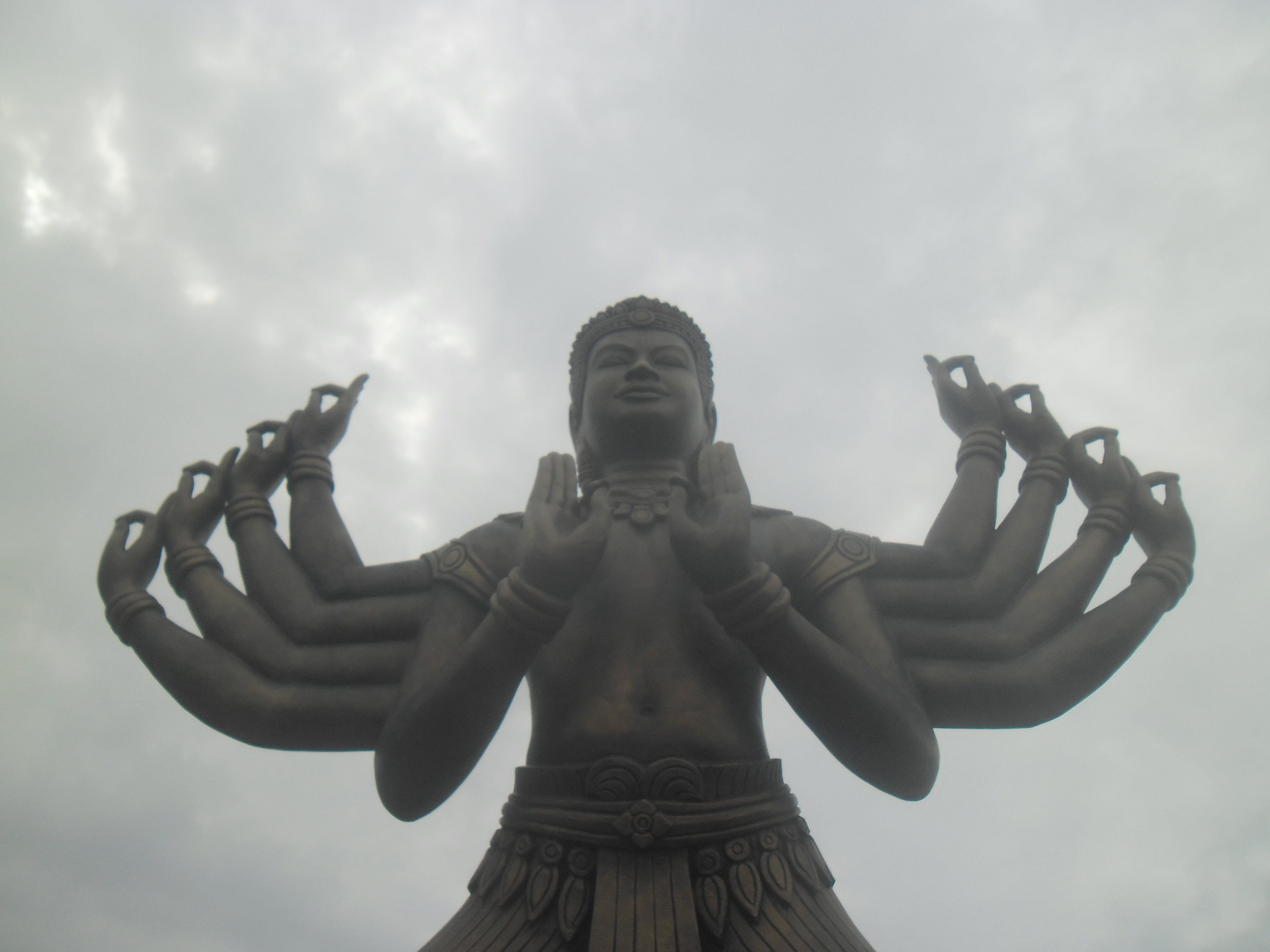
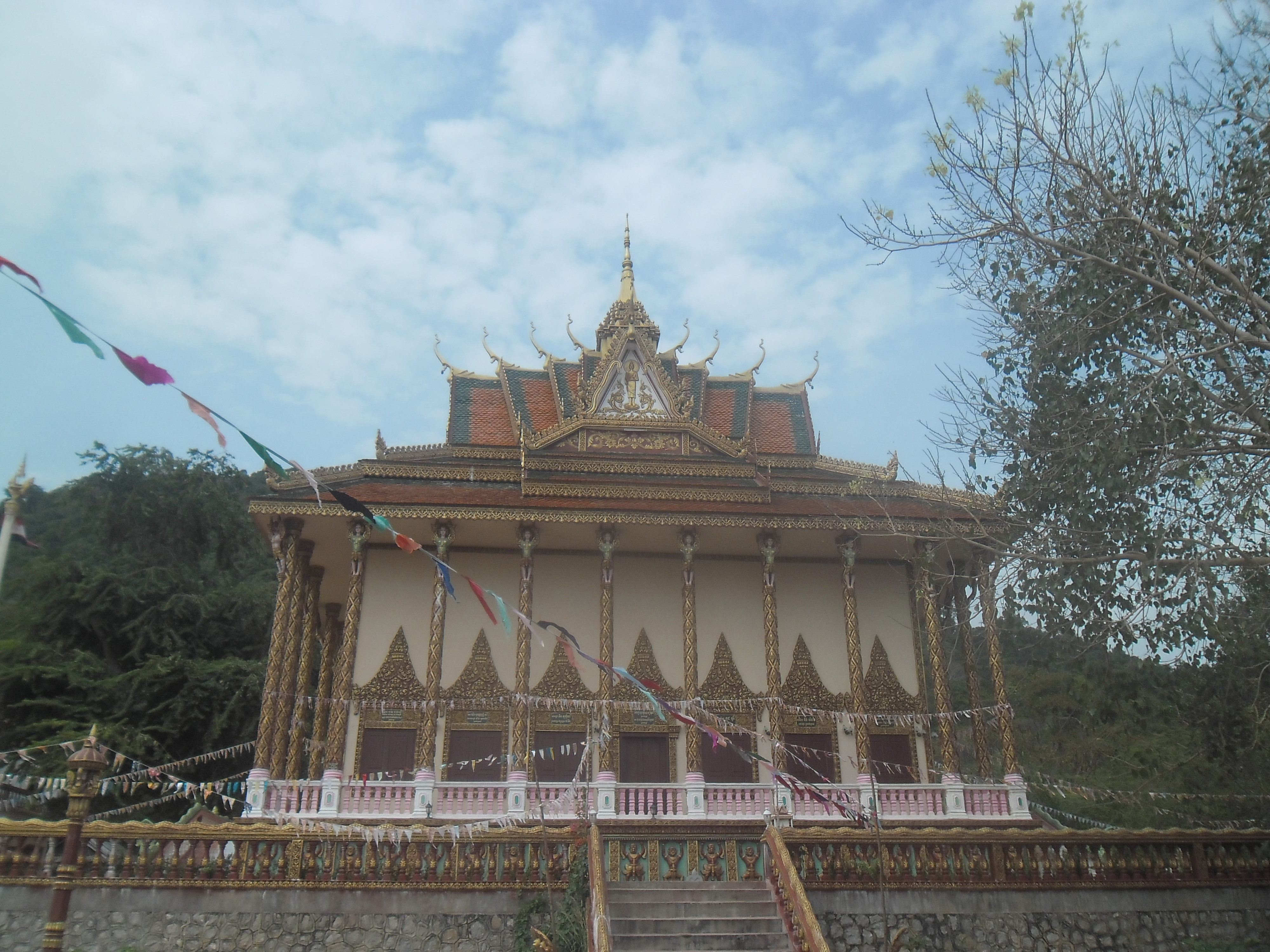
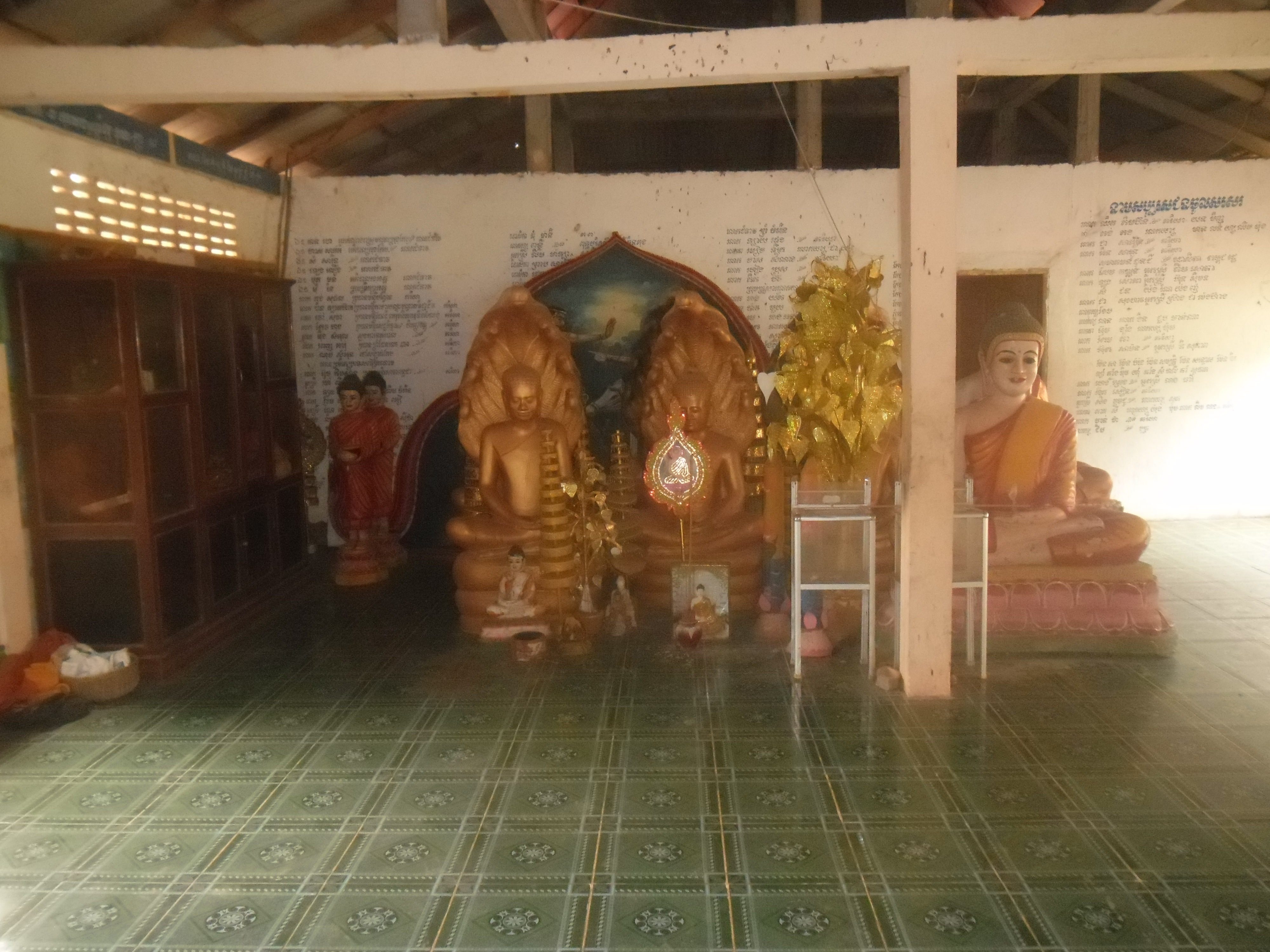
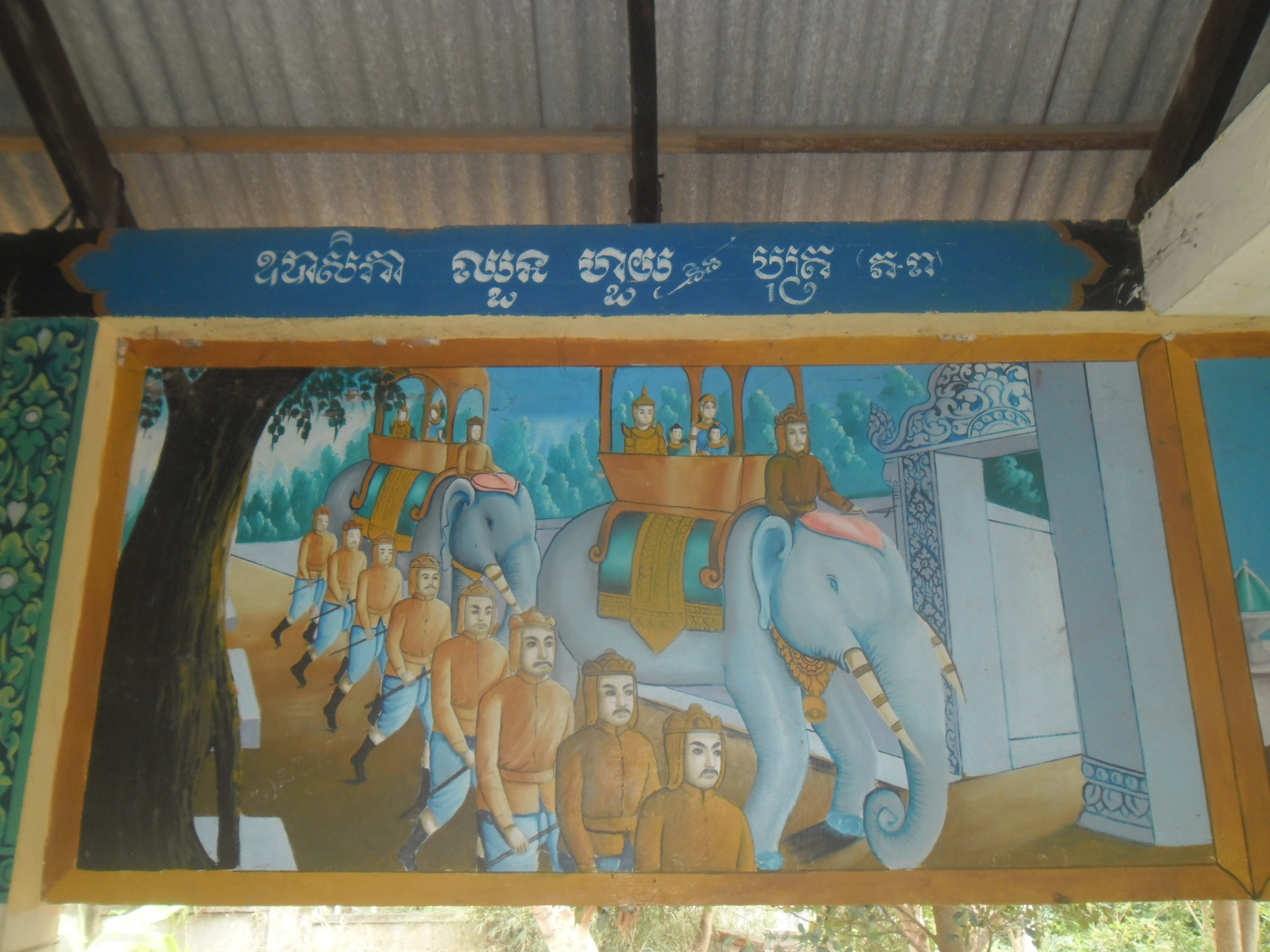
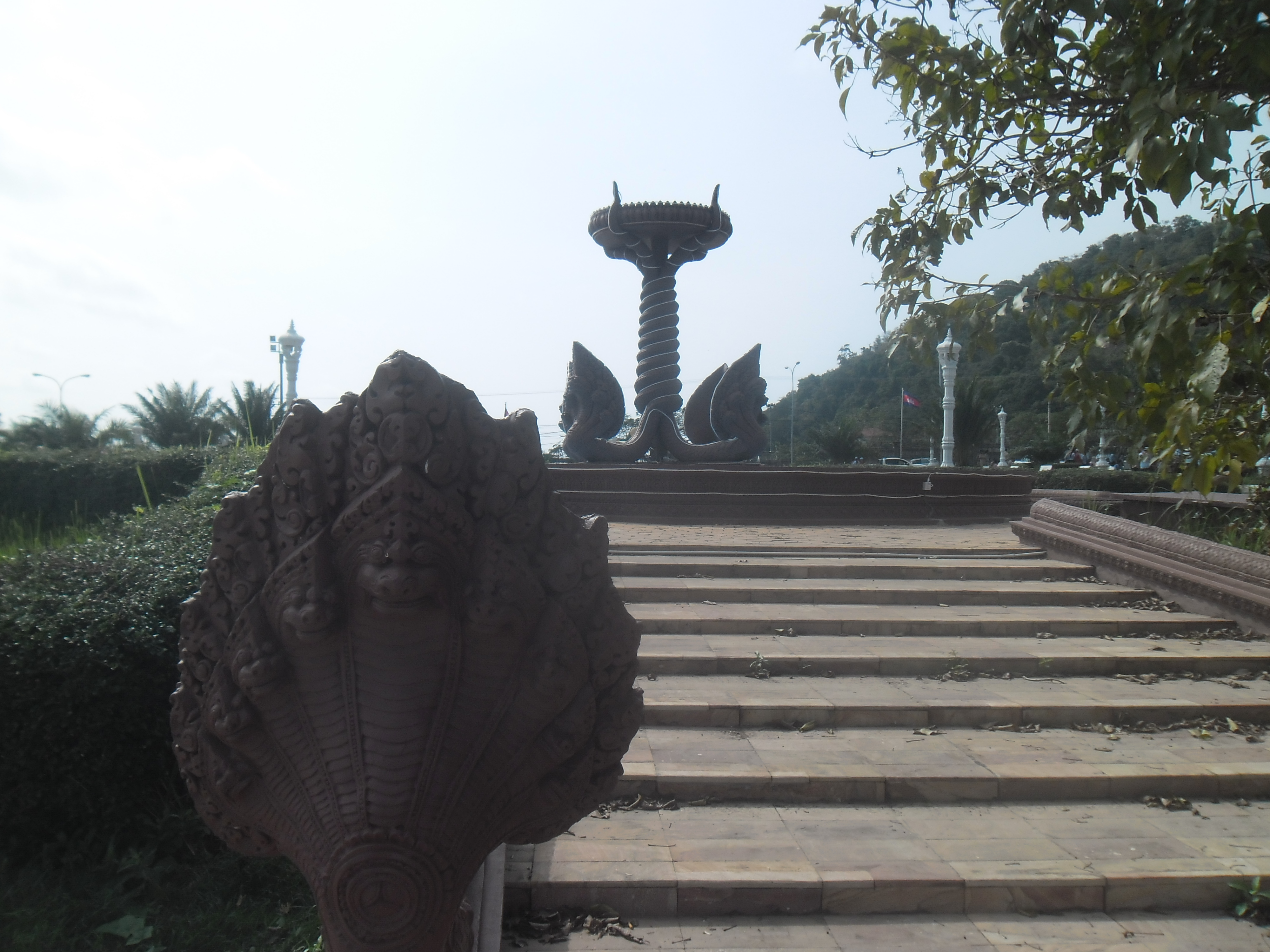
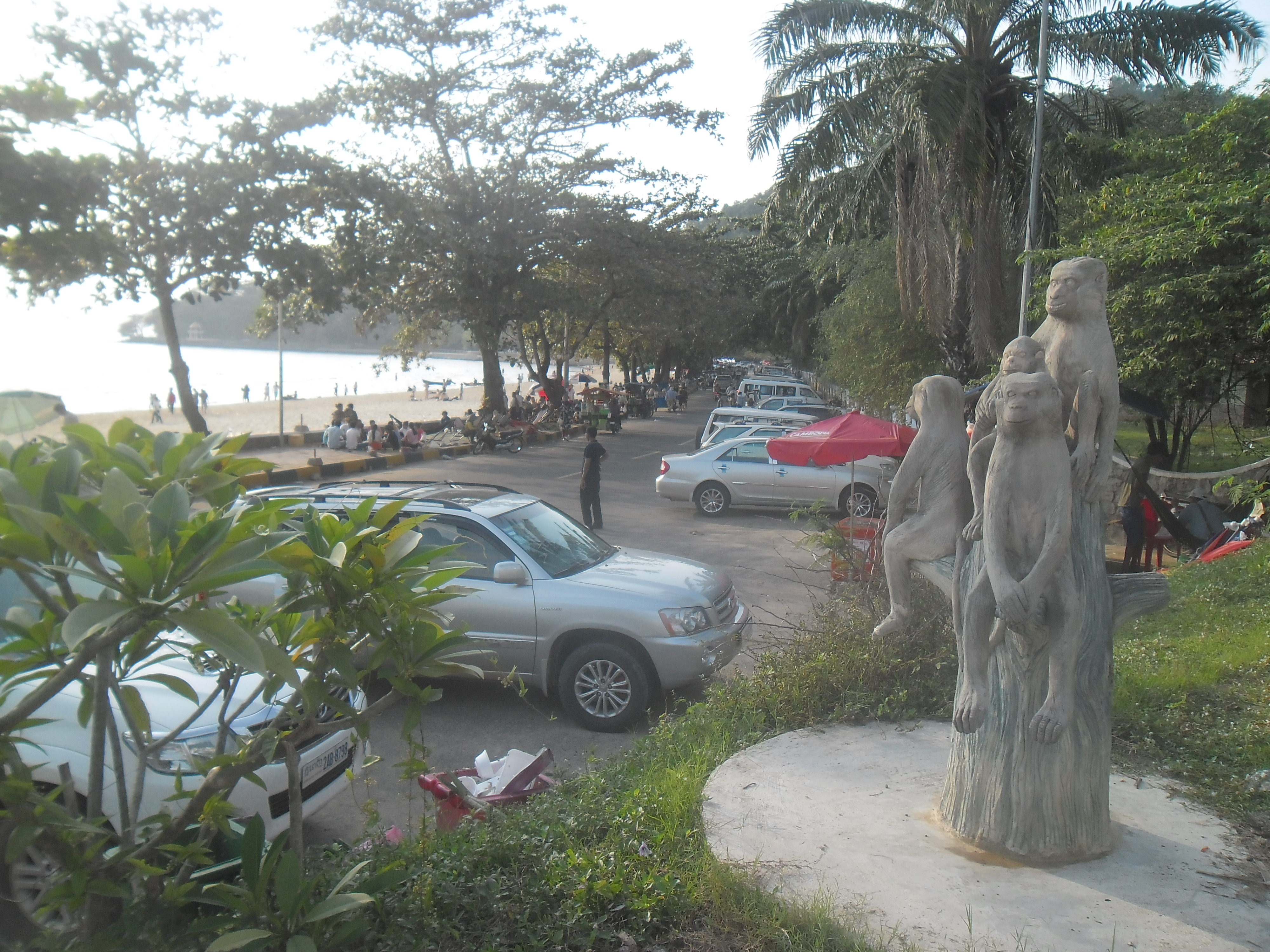
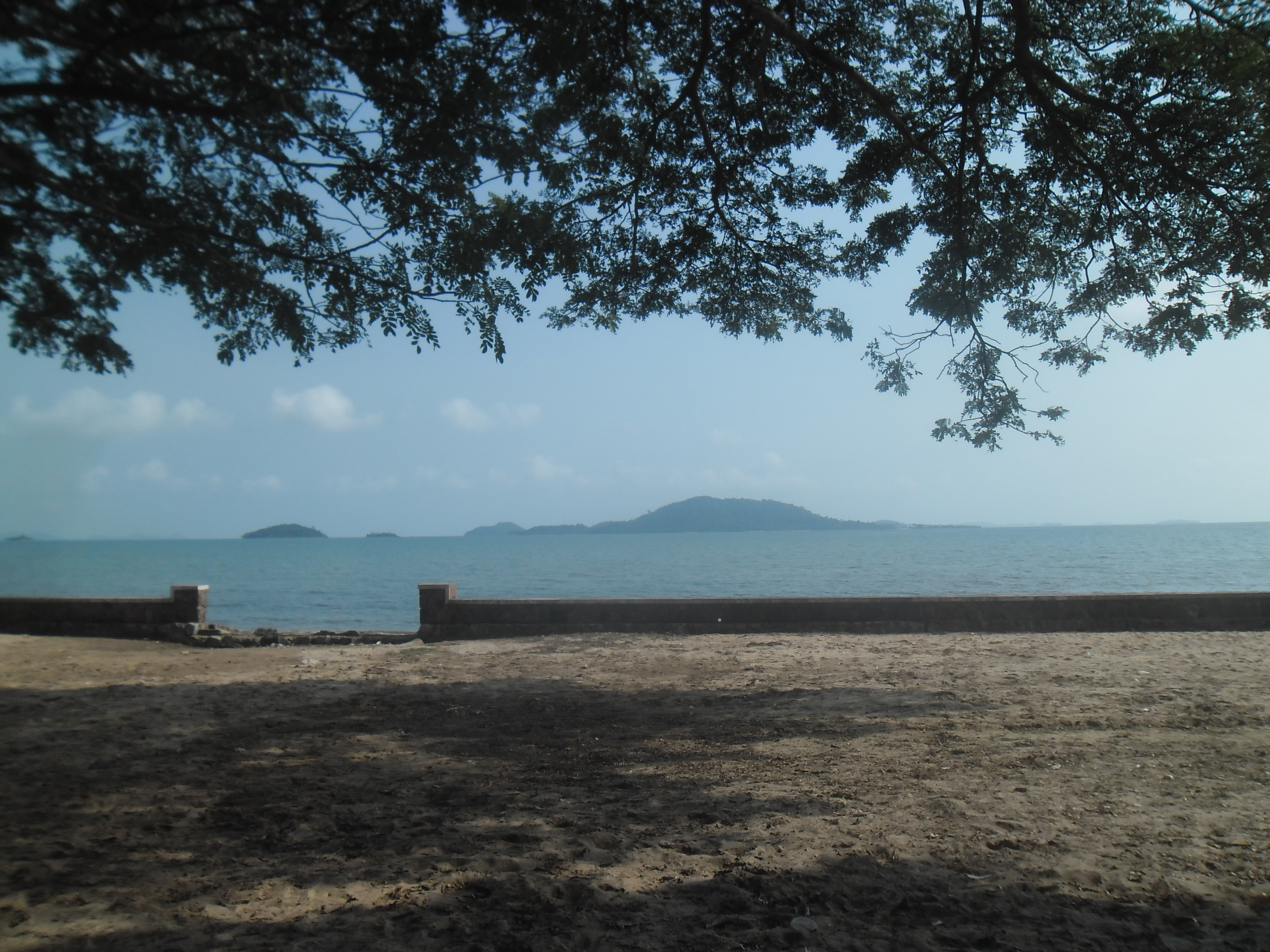